# شبکه جهان‌بین
شبکه جهان‌بین یکی از شبکه تلویزیونی استانی متعلق به سازمان صدا و سیمای جمهوری اسلامی ایران است که به مردم استان چهارمحال و بختیاری اختصاص دارد و برای مردم این استان، برنامه پخش می‌کند. پخش برنامه‌های شبکه جهان‌بین با کیفیت HD و فرمت HEVC از طریق فرستنده‌های زمینی از بهمن ۱۴۰۳ آغاز شده‌است.

## گسترهٔ پخش
برنامه‌های این شبکه در سراسر استان چهارمحال و بختیاری از طریق فرستنده‌های دیجیتال زمینی روی باند UHF قابل دریافت است.
همچنین برنامه‌های این شبکه از طریق ماهواره‌های عرب ست و اینتل‌ست ۳۹ در ایران و سایر مناطق دنیا قابل دریافت است. این شبکه به صورت ۲۴ ساعته پخش برنامه دارد.

## تاریخچه
فعالیت صدا و سیمای چهارمحال و بختیاری در سال ۱۳۵۷ و چند ماه پیش از پیروزی انقلاب اسلامی، در قالب تولید محدود برنامه‌های رادیویی آغاز شد. این مرکز در بهمن ماه ۱۳۶۳ ضمن تبدیل به یک مرکز رادیویی و تلویزیونی، پخش برنامه‌های تلویزیونی را نیز آغاز کرد. در هشتم بهمن ۱۳۸۳ مرحله اول شبکه استانی این مرکز با نام شبکه استانی جهان‌بین با حضور سید عزت‌الله ضرغامی رئیس وقت سازمان صدا و سیما راه‌اندازی شد.
```
در تاریخ ۲۷ مرداد ۱۳۹۷ از لوگو و گرافیک جدید خود رونمایی کرد
```

## نشانی مرکز
- شهرکرد، خیابان فردوسی شمالی، صدا و سیمای مرکز چهارمحال و بختیاری ، روبروی استخر شنا شهدا (فردوسی)